# Gross Windgällen
Gross Windgällen – szczyt w Alp Glarneńskich, części Alp Zachodnich. Leży w Szwajcarii, w kantonie Uri. Należy do podgrupy Alpy Urano-Glarneńskie. Szczyt można zdobyć ze schroniska Wingällenhütte (2032 m)
Pierwszego wejścia dokonali Josef Maria Tresch-Exer i Melchior Tresch w 1848 r.